# Xylopia amplexicaulis
Xylopia amplexicaulis (Lam.) Baill. – gatunek rośliny z rodziny flaszowcowatych (Annonaceae). Występuje endemicznie na Mauritiusie. 

## Morfologia
PokrójZimozielone małe drzewo lub krzew dorastający do 1,5–2 m wysokości. Kora ma brązową barwę.
LiścieMają kształt od podłużnego do owalnie podłużnego. Mierzą 10–14 cm długości oraz 5–6 szerokości. Są skórzaste. Wierzchołek jest od ostrego do tępego. Są siedzące – nie mają ogonków liściowych.
KwiatySą pojedyncze. Rozwijają się w kątach pędów. Działki kielicha są nagie, mają trójkątny kształt i są zrośnięte u podstawy. Mają zielonkawą barwę. Dorastają do 10 mm długości. Płatki zewnętrzne mają eliptycznie łyżeczkowaty kształt i dorastają do 4,5–6 cm długości. Płatki wewnętrzne są mięsiste, czerwonawe i mniejsze od zewnętrznych. Słupków są nagie i mierzą 2 mm długości.
OwoceZłożone z 17 czerwonawych rozłupni. Są nagie i osiągają 2–4,5 cm długości oraz 0,6–1 cm średnicy.